# Visegrádi Szabadalmi Intézet
A Visegrádi Szabadalmi Intézet (rövidítése: VSZI; angol nyelven Visegrad Patent Institute, rövidítése: VPI) a V4 országok közötti nemzetközi iparjogvédelmi együttműködés intézménye, a szabadalmak területén történő együttműködés kormányközi szervezete. Jogi személy. Székhelye Budapest. A VSZI székhely-megállapodást köt Magyarországgal. A megállapodást Magyarország tekintetében a 2015. évi LXIX. törvény hirdette ki. A VSZI létrehozása és működése semmilyen módon nem érinti a nemzeti hivataloknak a nemzeti szabadalmakra vagy a velük azonos hatályú szabadalmakra vonatkozó kizárólagos hatáskörét.
A VSZI 2016. július 1-jén kezdte meg működését.
A VSZI igazgatási és pénzügyi önállósággal rendelkezik.
A VSZI fő feladata, hogy a PCT értelmében vett nemzetközi kutatási szervként és nemzetközi elővizsgálati szervként járjon el. Az Igazgatótanács határozhat úgy, hogy a VSZI-t a szabadalmak területére eső más, hasonló feladatok ellátásával is megbízza.

## Az igazgatótanács és az igazgató
A VSZI irányító szerve az Igazgatótanács, igazgatását az igazgató által vezetett titkárság végzi. Az Igazgatótanács a Szerződő Államok képviselőiből és azok helyetteseiből áll. Az Igazgatótanácsba mindegyik Szerződő Állam egy képviselőt és egy helyettes képviselőt jogosult kinevezni.
A VSZI igazgatóját az Igazgatótanács nevezi ki négy évet meg nem haladó, határozott időtartamra. Kinevezése megújítható. Az első kinevezés és az esetleg azt követő kinevezések időtartamát, valamint a kinevezés minden egyéb feltételét az Igazgatótanács határozza meg. .
Az Igazgatótanács fegyelmi jogkört gyakorol a VSZI igazgatója felett.
Az Igazgatótanács (IT) első elnöke a 2015. december 14. – 2016. december 31 közötti időszakra Josef Kratochvíl, a Cseh Iparjogvédelmi Hivatal elnöke volt.
A VSZI igazgatója: Stadler Johanna.  A VSZI-t a VSZI igazgatója képviseli.

## Céljai
- A V4 és egyes szomszédos országok feltalálói és vállalatai számára előnyösebb feltételekkel tegye lehetővé a globális szabadalmi rendszerbe való bekapcsolódást, a világ 148 országára kiterjedő PCT-rendszer[16] igénybevételét;
- A közép-kelet-európai régióban serkentse az innovációt, segítse a növekedést, javítsa a versenyképességet.

## Létrehozásának története
- 2013. októberében történt meg a szándéknyilatkozat aláírása a V4 országok hivatalaival a Visegrádi Szabadalmi Intézet (VSZI) megalapításáról.
- A visegrádi együttműködés országai iparjogvédelmi hatóságainak vezetői 2015. február 26-án, Pozsonyban írták alá azt a VSZI létrehozásáról szóló nemzetközi szerződést.[17]
- 2015. október 6-án a WIPO Közgyűléseinek 55. sorozata keretében a Szabadalmi Együttműködési Szerződés (PCT) közgyűlésének döntése a VSZI-t nemzetközi PCT-hatósággá jelölte ki.
- Magyarországon a Visegrádi Szabadalmi Intézetről szóló megállapodás kihirdetéséről szóló 2015. évi LXIX. törvény ratifikálta és hirdette ki a Visegrádi Szabadalmi Intézetről szóló megállapodást, amely 2015. december 13-án lépett hatályba.
- A Visegrádi Szabadalmi Intézet Igazgatótanácsának első ülésére, valamint a VSZI és a WIPO genfi Nemzetközi Irodája közötti megállapodás aláírására 2015. december 14-én került sor.[18]

## A Megállapodás preambuluma
„A Cseh Köztársaság, Magyarország, a Lengyel Köztársaság és a Szlovák Köztársaság kormányai
Megerősítve határozott elkötelezettségüket az 1970. június 19-én, Washingtonban kelt Szabadalmi Együttműködési Szerződés alapján rájuk háruló kötelezettségek maradéktalan tiszteletben tartása iránt,
Attól az óhajtól vezérelve, hogy előmozdítsák az innovációt és a kreativitást, továbbá elősegítsék a gazdasági növekedést és a versenyképességet a közép- és kelet-európai régióban,
Felismerve iparjogvédelmi hivatalaik döntő szerepét e célok elérésében azáltal, hogy feltalálóikat és iparukat a szabadalmi jog és gyakorlat területén szolgálják és ellátják azzal a minőségi szakértelemmel, amely találmányaik jogi oltalmának biztosításához szükséges,
Attól az óhajtól vezérelve, hogy iparjogvédelmi hivatalaik az ügyfelek, különösen az egyéni feltalálók, a kis- és középvállalkozások és a közfinanszírozású kutatóhelyek javára, fokozzák az együttműködésüket e szakértelem megerősítése és gazdasági erőforrásaik egyesítése céljából,
Attól az óhajtól vezérelve, hogy a szabadalmi rendszer közép- és kelet-európai használóinak további kedvező és hatékony lehetőséget kínáljanak a szabadalmi oltalom nemzetközi szinten történő megszerzéséhez, valamint ennek érdekében megkönnyítsék hozzáférésüket a Szabadalmi Együttműködési Szerződés keretében létrejött rendszerhez,
Megerősítve határozott elkötelezettségüket az 1973. október 5-én, Münchenben kelt, az európai szabadalmak megadásáról szóló egyezmény (Európai Szabadalmi Egyezmény) - ideértve az egyezménynek az európai szabadalmi rendszer központosításáról és annak bevezetéséről szóló jegyzőkönyvét is - szerinti kötelezettségeik maradéktalan tiszteletben tartása iránt, ugyanakkor gyakorolni kívánva azokat a jogokat, amelyekkel e jogi instrumentumok felruházták őket,
Attól az óhajtól vezérelve, hogy a Szabadalmi Együttműködési Szerződés 16. és 32. cikke alapján olyan kormányközi szervezetet hozzanak létre, amely - a Nemzetközi Szabadalmi Együttműködési Unió Közgyűlésétől kapott felhatalmazás megszerzését, valamint a kormányközi szervezet és a Szellemi Tulajdon Világszervezete  (WIPO) Nemzetközi Irodája közötti megállapodásnak a Közgyűlés általi jóváhagyását követően - a Szabadalmi Együttműködési Szerződés szerinti nemzetközi kutatási szervként, illetve nemzetközi elővizsgálati szervként jár el, és amelynek feladata az említett Szerződés alapján benyújtott nemzetközi szabadalmi bejelentések vonatkozásában nemzetközi kutatás és nemzetközi elővizsgálat végzése…”

## A VSZI tevékenysége
A VSZI a PCT értelmében vett nemzetközi kutatási szervként és nemzetközi elővizsgálati szervként jár el – a Nemzetközi Iroda és a VSZI közötti megállapodásnak megfelelően – az e Megállapodásban részes bármely állam átvevő hivatalához, illetve bármely részes állam nevében eljáró átvevő hivatalhoz benyújtott bejelentések vonatkozásában.
A Nemzetközi Iroda és a VSZI közötti megállapodás rendelkezhet úgy, hogy a VSZI a PCT bármely más Szerződő Államának átvevő hivatalához vagy a PCT bármely Szerződő Állama nevében eljáró átvevő hivatalhoz benyújtott más bejelentések vonatkozásában is eljár, ha az érintett állam átvevő hivatala erre a célra a VSZI-t megjelöli.
Az említett megállapodás megkötésekor és végrehajtásakor a VSZI-nek be kell tartania azokat a kötelezettségeket, amelyeket e Megállapodás Szerződő Államai az európai szabadalmak megadásáról szóló egyezmény (Európai Szabadalmi Egyezmény) - ideértve az egyezménynek az európai szabadalmi rendszer központosításáról és az annak bevezetéséről szóló jegyzőkönyvét is - alapján vállaltak. .
A VSZI által nemzetközi kutatási szervként és nemzetközi elővizsgálati szervként, továbbá a 3. cikk (3) bekezdése értelmében a VSZI-re bízott bármely más feladattal összefüggésben végzett tevékenységeket a VSZI nevében a nemzeti hivatalok végzik az Igazgatótanács által meghatározott feltételek és szabályok szerint.
Az Igazgatótanács határozza meg azokat a kritériumokat, amelyek szerint a (4) bekezdés alapján elvégzendő munkát a nemzeti hivatalok között meg kell osztani. Ezeknek a kritériumoknak tisztességeseknek, méltányosaknak és lényegeseknek kell lenniük, és olyanoknak, amelyek biztosítják a kiegyensúlyozott megosztást. .
A nemzeti hivatalok a Pénzügyi Szabályzatnak megfelelően költségtérítést kapnak a (4) bekezdés alapján végzett tevékenységük után.

## Minőségirányítási rendszere
Az SGS Hungária Kft.  a külső audit során megállapította, hogy a Visegrádi Szabadalmi Intézet által, a Szabadalmi Együttműködési Szerződés keretében elvégzett nemzetközi hatósági (nemzetközi kutatási, kiegészítő kutatási és elővizsgálati) eljárások irányítása továbbra is megfelel az ISO 9001:2015 szabvány követelményeinek.